# Denise Lopez
Denise "DeDe" Christiana Lopez, född 31 maj 1972 i Mexico City, är en svensk sångerska. 
Hon startade sin karriär som dansare och sångerska och turnerade runt om i världen med Dr.Alban (1989-1994), Melodie MC och Culture Beat (Mr. Vain). Under sitt sista år med Culture Beat (1994) signade hon sitt skivkontrakt och spelade in albumet TBA (Totally Bombastic Anecdotes) med Sony Music Sverige under hennes artistnamn DeDe. Hennes andra singel (Party) öppnade marknaden i Japan och hennes första album “TBA” sålde guld inom en månad.
DeDe Lopez har sålt mer än 500 000 fysiska sålda album. Hon har turnerat i världen och har sålt ut Tokyo Dome i Japan två gånger.
Som artist fick hon skivkontrakt med Sony BMG (1994–1999) och hon skrev avtal som en exklusiv låtskrivare till Air Chrysalis Scandinavia AB (1993–2001). Några av hennes senaste verk ligger på samma förlag. Men sedan 1999 driver hon sin egen label och förlag. 
DeDe Lopez var den enda svenska artisten som var förband åt Michael Jackson i Göteborg 1999, Sverige och var även förband till 50 Cent i Helsingfors, Finland 2007.
Hon medverkade i Melodifestivalen 2003 med bidraget Someone, Somewhere, Someday.
Hon har släppt låtar tillsammans med Pras (Fugees) (2007) och den kvinnliga hiphopstjärnan Mc Lyte (2018).
DeDe Lopez har arbetat med framstående producenter och låtskrivare som Max Martin, Andreas Carlsson, per Magnusson, David Kreuger, Anders Bagge, Jakke Erixson (Ava Max), Derek Bramble (David Bowie & Whitney Houston), Hebie Crichlow, Father MC, Pras (Fugees), MC Lytee och Michael Feiner bland andra.
2021 bildade Lopez gruppen Super Fëmmes. 

## Diskografi

### Album
Denise Lopez har gett ut fyra album under sitt artistnamn DeDe:
- 1995 – TBA
- 1997 – I do
- 1999 – Metaphor
- 2003 – Slave to the Sound[1]
- 2010 – Hide & Seek